# Alma (Kryptozoologie)
Der Alma oder Almas (mongolisch „Wildmensch“) ist ein mythisches Wesen, das im Altai, im Tianshan und vor allem im Kaukasus leben soll.

## Name
Der Name Almas (Алмас) stammt aus dem Mongolischen und kann in etwa als „Wildmensch“ oder „der Wilde“ übersetzt werden. Andere regionale Bezeichnungen sind Tungu, Zana oder Abnauayu.

## Beschreibung
Die Wesen sollen eine Größe von bis zu zwei Metern erreichen. Ihr Körper soll mit Fell bedeckt sein, dessen Farbschattierung von rotbraun bis rötlich-schwarz reichen soll. Als auffällig werden ihre langen Arme und die flache Stirn beschrieben. Zudem sollen sie einen kegel- oder zapfenförmigen Hinterkopf besitzen. Sie sollen gebückt auf zwei Beinen laufen und sehr schnell werden können.
Almas werden in Überlieferungen als sehr scheu und hauptsächlich nachtaktiv beschrieben. Diese Eigenschaften und ihre Schnelligkeit sollen gemeinsam mit dem nomadischen Leben der Wesen der Grund für die Seltenheit der Sichtungen sein.

## Fall Sana
Berichte über Almas existieren in vielen lokalen Legenden des Kaukasus. Für Aufsehen sorgte der sowjetische Wissenschaftler Boris Porschnew, der einige Berichte über einen angeblichen weiblichen Almas namens Sana (auch Zana) gesammelt und zusammengefasst hat. Sana soll über Jahre in einem kaukasischen Dorf in Abchasien gefangengehalten worden sein und dort Kinder geboren haben, von denen vier überlebt haben sollen. In den 1880er Jahren sei sie verstorben. Sana soll der Legende nach auffallend hervorstehende Wangenknochen, eine grauschwarze Haut und starke Körperbehaarung gehabt haben. Auch soll sie nie zu sprechen gelernt haben. Porschnew will sogar mit zwei Enkeln Sanas direkt gesprochen haben. Sanas Skelett selbst ist verschollen. Der Schädel ihres Sohnes Khwit konnte jedoch exhumiert werden und wurde von dem Humangenetiker Bryan Sykes untersucht, der nachweisen konnte, dass die mitochondriale DNS aus der Subsahara stammt. Die Theorien gehen daher in die Richtung, dass Sana wohl eine geflohene und verwilderte Sklavin der Osmanen war; allerdings gab es in etwa 30 km Entfernung ein Dorf mit teilweise afro-abchasischer Bevölkerung, die seit längerem in Abchasien als integrierte abchasischsprachige Menschen lebten. Im Kaukasuskrieg 1817–64 und dem folgenden großen Abchasenaufstand 1866–67 wurden jedoch zehntausende Menschen entwurzelt. Eine andere Theorie, die sich allein auf das in Legenden beschriebene ungewöhnliche Erscheinungsbild stützt, beschreibt die Möglichkeit, dass in Abchasien eine alte Kultur von Menschen existierte, die mit sehr alten Migrationsströmen noch vor dem anatomisch modernen Menschen aus Afrika gekommen war (Out-of-Africa-Theorie) und dort isoliert überleben konnte. Diese angebliche Kultur ist jedoch von sonst keinem Archäologen der Region beschrieben worden. Alle Kinder Sanas, zwei Jungen und zwei Mädchen, werden als normal beschrieben, wenn auch etwas dunkelhäutiger und kräftiger als die hiesige Bevölkerung; alle gründeten normale Familien.
1991 behauptete der russische Wissenschaftler Gregori Patschenkow, er habe im Kaukasus einen Almas sechs Minuten lang beobachten können. Patschenkow beschrieb das Wesen als nicht eindeutig affenähnlich, aber auch nicht menschlich. Es soll Ähnlichkeit mit einem prähistorischen Menschen besessen haben.

## Forschung
Einer der ersten Berichte über Almas, die in den Westen gelangten, stammt aus den 1420er Jahren. Einem gewissen Hans Schildtberger wurde in diesen Jahren während einer Mongolei-Reise von einem Wesen berichtet, das keinem der bis dahin bekannten menschenartigen Affen glich. Einheimische bezeichneten die Kreatur als „Wildmensch“.
Seit dieser Zeit haben Kryptozoologen viele Expeditionen unternommen, bei denen angeblich Fußspuren, Haarbüschel und versteckte Nahrungsvorräte sichergestellt wurden, die von Almas stammen sollen. Sie wurden von der 1954 gegründeten sowjetischen Schneemenschen-Kommission durchgeführt, die ins Leben gerufen wurde, um den zahlreichen Berichten von Affenmenschen nachzugehen. Eine noch im Gründungsjahr der Kommission gestartete Expedition, die mit Tarnzelten, Teleobjektiven, extra auf Menschenaffen abgerichteten Hunden sowie Schafen und Ziegen als Köder ausgerüstet war, verlief erfolglos. Die Kommission wurde zwar kurz darauf aufgelöst, die beteiligten Forscher setzen ihre Arbeit allerdings bis heute fort.
Manche Kryptozoologen glauben, Almas seien Nachfahren von Urmenschen. So stellte die britische Professorin Myra Shackley, die bis Ende der 1980er Jahre auf diesem Gebiet forschte, die Theorie auf, bei Almas handle es sich um überlebende Neandertaler. Andere halten sie für Homo erectus.

## Mythos und Volksglaube
Almas gehören zu einer Gruppe von Dämonen mit ähnlichen Eigenschaften, die im Volksglauben von Christen und Muslimen über ein weites Gebiet vom Kaukasus über Zentralasien bis Iran und Afghanistan verbreitet sind. Die meisten Dämonen sind weiblich. 
Die im iranischen Volksglauben vorkommenden Āl sind weibliche Kindbettgespenster, die den Fötus der schwangeren Frau stehlen oder dem neugeborenen Kind Organe entreißen und dann schnell verschwinden. Wenn sie den gestohlenen Säugling durch einen eigenen Wechselbalg ersetzen, so ist dieser krank und schwächlich. Im Iran erscheint Āl als dünne alte Frau mit rotem Gesicht und einem Korb über der Schulter, in dem sie die gestohlenen Organe transportiert. Āl tritt in manchen Regionen des Iran häufig mit ihrem männlichen Gegenstück Tschal (čāl) auf. In Armenien heißt der Geist Alḱ, in Aserbaidschan Xāl.
In Zentralasien stellt man sich unter den Namen Āl, Almasti und Albasti ein fettes, stark behaartes, altes Weib mit lang herabhängenden Brüsten vor, eine davon über eine Schulter geworfen. Über der anderen Schulter trägt sie eine wollene Tasche mit den gestohlenen Organen darin. In manchen Erzählungen hat Āl viele Brüste am ganzen Körper. Das gestohlene Baby stirbt, sobald sie es an einer ihrer Brüste stillt. Im Hochgebirge des Pamir wird Albasti manchmal als stinkender alter Mann mit Wildschweinkopf und schwarzen Haaren vorgestellt, häufiger erscheint Albasti dort als weiblicher Dämon, der Männer tötet oder durch Albträume verrückt werden lässt.
Die Almaste der Tadschiken hat bunte Haare, kleine Krallen und blickt furchteinflößend, obwohl sie sich vor Hunden, Ziegen, Schafen und heißen Schaufeln fürchtet. Einem Mann kann sie auch als Schlange erscheinen. Eine so beschriebene Almaste oder Albaste kommt bei praktisch allen Turkvölkern Zentralasiens vor.

## Film
- Almasty – Die Spur des Schneemenschen (Frankreich, 2008, 79 min), Regie: Jacques Mitsch